# Арман Фальєр
Арма́н Фальє́р (фр. Armand Fallières фр. вимова: [aʁmɑ̃ faljɛʁ]; 6 листопада 1841, Мезен, департамент Лот і Гаронна, — 22 червня 1931, Мезен, департамент Лот і Гаронна) — французький державний діяч, президент Франції (Третя республіка, 1906—1913).

## Біографія
Дід був ковалем, батько — землеміром та судовим приставом. Почав займатися політичною діяльністю з 1870-х років. У 1883 році нетривалий час перебував на посаді прем'єр-міністра. Потім протягом 16 років обіймав різні міністерські посади. У 1899 році, після обрання Еміля Лубе на посаду президента республіки, змінив його на посаді голови Сенату, а у 1906 році змінив Еміля Лубе на посаді президента Франції, перемігши на виборах Поля Думера.
Брав активну участь в укріпленні Антанти, але був рішучім противником війни з Німеччиною. Офіційно зустрівся з імператором Миколаю II у Шербурі. Залишаючи посаду у 1913 році (після закінчення семирічного терміну перебування на посаді та відмови балотуватися на наступний термін), він заявив маючи на увазі жорстку анти-німецьку позицію свого наступника Раймона Пуанкаре: «Я залишаю місце війні». Ці слова були пророчими, адже Перша світова війна розпочалась вже 1914 року.
Був рішучим противником смертної кари та на посаді президента помилував багатьох засуджених до страти злочинців.

## Смерть і поховання
Арман Фальєр помер у своїй резиденції в Лупійоні після серцевого нападу 22 червня 1931 року, майже через двадцять років після того, як покинув Єлисейський палац.
23 червня 1931 року Фернан Буїссон, голова Палати депутатів, відкрив післяобіднє засідання промовою, на якій виголосив надгробну промову на честь Армана Фальєра. П'єр Лаваль, президент Ради, приєднався до цієї похвали своєю промовою. Від імені Сенату надгробну промову виголосив Альбер Лебрен як президент, а від імені уряду до цієї шани приєднався Леон Берар, міністр юстиції. Сенат перервав засідання на півгодини на знак жалоби.
Його похорон відбувся 25 червня 1931 року в церкві Сен-Жан-Батист у Мезіні за присутності генерала Браконьє (голови військового двору президента Республіки та представника Поля Думера), членів уряду (Маріо Рустана, міністра народної освіти, та П'єра Катали, заступника державного секретаря внутрішніх справ) та голови Сенату Лебрена. Наприкінці релігійної церемонії промови виголосили Жорж Лейг та Марро від імені генеральної ради, а також Маріо Рустан від імені уряду.
Арман Фальєр похований у сімейному склепі.
Його дружина, Жанна, померла в 1939 році.